# (8952) ODAS
(8952) ODAS est un astéroïde de la ceinture principale.

## Description
(8952) ODAS est un astéroïde de la ceinture principale. Il fut découvert le 2 mars 1998 à Caussols par le projet ODAS. Il présente une orbite caractérisée par un demi-grand axe de 2,59 UA, une excentricité de 0,06 et une inclinaison de 2,2° par rapport à l'écliptique.

## Compléments